# Frontière entre l'Indonésie et les Palaos
La frontière entre l'Indonésie et les Palaos est une frontière disputée, délimitant les zones économiques exclusives de ces deux pays.

## Problématiques
La frontière entre les deux pays n'est pas clairement délimitée et les deux pays adoptent chacun une position différente sur ce sujet :
- l'Indonésie estime que sa ZEE s'étend sur 200 milles nautiques et s'approche des îles paluanes de Hatohobei, de Helen, de Puro et de Melieli, lesquelles ne sont reliées à la ZEE des Palaos que par un étroit corridor ;
- les Palaos estiment que les lignes doivent être équidistantes entre les eaux territoriales de ses États insulaires de Sonsorol et Hatohobei (l'intérieur de leurs lignes de base respectives) et la ligne de base indonésienne.

L'île Helen est un point clef de la revendication paluane qui, si elle venait à disparaitre, octroierait près de 140 000 km2 de ZEE supplémentaire à l'Indonésie.

## Sources